# Ascensione (Assisi)
L'Ascensione è un affresco (500x400 cm) attribuito al giovane Giotto, databile al 1291-1295 circa e situato nella fascia superiore della controfacciata della Basilica superiore di Assisi.

## Descrizione e stile
La scena, nella lunetta sinistra, è danneggiata soprattutto nella parte centrale degli astanti che assistono all'ascensione di Gesù. Si vede un angelo che sovrasta la folla e il Cristo che, portato da una nuvola, si protende in diagonale verso una serie di nimbi concentrici che simboleggiano il Paradiso.
Sull'attribuzione si sono registrate diverse ipotesi: secondo Gnudi (1959) sarebbero presenti influssi romani e toscani, mentre Gioseffi (1957 e 1963) e Salvini (1962) parlarono di un maestro ispirato a Giotto, operante dopo la stesura delle Storie francescane. Oggi le ipotesi preminenti parlano di un lavoro su disegno del responsabile delle Storie francescane, condotto però probabilmente da maestranze di bottega.